# Heterodera glycines
Heterodera glicinas es un nematodo parasitario vegetal y una plaga devastadora de la soja en todo el mundo, el nematodo infecta las raíces de la soya causando varios síntomas que pueden incluir clorosis de las hojas y tallos, necrosis de la raíz, pérdida del rendimiento de las semillas y supresión de la raíz y del crecimiento del brote. Ha amenazado los cultivos de Estados Unidos desde la década de 1950. También causa serios problemas en Sudamérica y en Asia.

## Biología
El nematodo entra en la raíz moviéndose a través de las células de la planta hasta el tejido vascular donde se alimenta; induce la división celular en la raíz para formar sitios de alimentación especializados a medida que el nematodo se alimenta se va hinchando.
La hembra se hincha tanto que su extremo posterior estalla fuera de la raíz y ella se hace visible a simple vista. En contraste el macho adulto recupera una forma de gusano y deja la raíz con el fin de encontrar y fertilizar las hembras grandes. La hembra continúa alimentándose mientras pone 200 a 400 huevos formando un saco de huevos que permanece dentro de ella. Luego muere y su cutícula se endurece formando un quiste; los huevos pueden eclosionar cuando las condiciones en el suelo son favorables-

## Distribución en el mundo
- África: Egipto.

- Asia: Irán, China (Las provincias de Hebei, Hubei, Heilongjiang, Henan, Jiangsu, Liaoning), Indonesia (el sur de Java), Corea, Japón, Taiwán, Rusia.

- América del Norte: Canadá (Ontario), Estados Unidos: (los Estados de Alabama, Arkansas, Delaware, Florida, Georgia, Illinois, Indiana, Iowa, Kansas, Kentucky, Luisiana, Maryland, Minnesota, Míchigan, Misisipi, Misuri, Nebraska, New Jersey, Carolina del Norte, Dakota del Norte, Ohio, Oklahoma, Pensilvania, Carolina del Sur, Dakota del Sur, Tennessee, Texas, Virginia y Wisconsin).

- América del Sur: Argentina, Brasil, Chile, Colombia, Ecuador.